# Tanana (miasto)
Tanana – miasteczko na Alasce leżące u zbiegu rzek Tanana i Jukon.

## Demografia
Według spisu z 2007 r. populacja Tanany wynosiła 275 osób. W roku 2023 liczba mieszkańców spadła do 235 osób, a gęstość zaludnienia poniżej 6,1 osoby/km².

## Kultura
W 2012 roku Discovery wyemitował serial dokumentalny Przetrwać w Jukonie będący kroniką mieszkańców Tanany.